# Heinrich Lisson
Heinrich Lisson, geboren als Heinrich Nischwitz (* 18. August 1867 in Gebweiler, Elsass, Frankreich; † 6. Januar 1933 in Berlin) war ein deutscher Schauspieler, Aufnahmeleiter, Filmproduzent und Filmregisseur.

## Leben
Der Sohn eines Tapissiers hatte in seiner Heimatstadt Gebweiler die Realschule besucht und anschließend als Konzertsänger gearbeitet. Ab 1892 trat er in internationalen (vor allem französischen) Varietés und Kabaretts auf, Gastspiele führten ihn nach Polen und Russland. Mit einer Gesangspartnerin gründete er das Duo Les Lissons, ein Pseudonym, das er später auch bei seiner Filmarbeit benutzen sollte.
Seit 1911 oder 1912 in Berlin ansässig, lernte er den Kinopionier Charles Decroix, wie er ein Elsässer, kennen, der Lisson zum Film holte. Für Decroix arbeitete Lisson zunächst als Aufnahmeleiter. Als dieser bei Ausbruch des Ersten Weltkriegs Hals über Kopf aus Deutschland in die Schweiz floh, gründete Lisson die eigene Produktionsfirma Nischwitz-Lisson-Film und arbeitete für diese Gesellschaft auch als Regisseur und Produzent. Bei einer Reihe der von ihm produzierten Filme ist seine Tätigkeit als Regisseur jedoch nicht gesichert.
Mehrfach arbeitete er in diesen frühen Jahren mit den damaligen Stars Fern Andra, Dorrit Weixler und Ludwig Colani zusammen. Bereits 1916 musste Lisson seine Selbständigkeit weitgehend aufgeben und arbeitete nunmehr mal als Hilfsregisseur (Nirwana, 1916) und Schauspieler, mal erneut als Aufnahmeleiter (für Inszenierungen Victor Jansons) und Mitte der 20er Jahre wieder als Regisseur. Seine bekannteste Inszenierung sollte 1924 die Umsetzung der musikalischen Komödie Barfüßele mit Maria Zelenka werden.
Nach 1927 erhielt er faktisch kaum mehr Angebote vom Film; der Tonfilm hielt lediglich 1931/32 zwei winzige Rollen für Lisson bereit. Bis zuletzt in Berlin-Steglitz ansässig, verstarb Heinrich Lisson zu Beginn des Jahres 1933 im Krankenhaus von Berlin-Schöneberg.
Aus der am 10. April 1912 geschlossenen Ehe mit Frieda Glohr entstammte sein Sohn Theo Nischwitz, der sich seit den frühen 30er Jahren einen Namen als Spezialeffekte-Spezialist und Kameramann machen sollte.

## Filmografie
- 1913: Der Fleck (Aufnahmeleitung)
- 1913: Freunde (Aufnahmeleitung)
- 1913: Die Czernowska (Aufnahmeleitung)
- 1913: Über alles die Ehre (Aufnahmeleitung)
- 1914: Auf Patrouille im Osten (Produktion, Regie ungesichert)
- 1914: Vermißt gemeldet (Produktion, Regie ungesichert)
- 1915: Brandung (Regie mit Ludwig Colani)
- 1915: Pariser Mode – von heute (Produktion, Regie ungesichert)
- 1915: Der Friedensengel (Produktion, Regie ungesichert)
- 1916: Glaubensketten (als Schauspieler)
- 1917: Des Lebens ungemischte Freude (Schauspieler)
- 1918: Saferndri, die Tänzerin von Dschiapur (Schauspieler)
- 1922: Das Mädel mit der Maske (Aufnahmeleitung)
- 1922: Der blinde Passagier (Aufnahmeleitung)
- 1923: Das Milliardensouper (Aufnahmeleitung)
- 1924: Barfüßele (als Schauspieler und Regie)
- 1925: Das Herz am Rhein (Regie und Drehbuch)
- 1925: Der Trödler von Amsterdam (Aufnahmeleitung)
- 1925: Im Krug zum grünen Kranze (Schauspieler sowie Regie und Drehbuch)
- 1925: Die da unten (Aufnahmeleitung)
- 1926: Die von der Waterkant (Regie)
- 1926: Die Fahrt ins Glück (Regie)
- 1926: Die Königin des Weltbades (Aufnahmeleitung)
- 1927: Irrwege der Liebe (Regie)
- 1927: Luther – Ein Film der deutschen Reformation (Schauspieler)
- 1929: Erpresser (Aufnahmeleitung)
- 1932: Hallo hallo! Hier spricht Berlin! (Schauspieler)
- 1932: Die elf Schill’schen Offiziere (Schauspieler)